# Vmesnik z ukazno vrstico
Vmésnik z ukázno vrstíco (angleško command-line interface, okrajšava CLI) je znakovni uporabniški vmesnik, ki na zaslonu prikaže pozivnik (prompt), kamor uporabnik vnese ukaz in ga zaključi s tipko za vnos. Ob pritisku na tipko za vnos se ukaz, če je veljaven, izvrši. Zgled vmesnika z ukazno vrstico je vmesnik operacijskega sistema DOS.
Menijski vmesnik uporabniku možne ukaze predstavi kot seznam, s katerega lahko izbere želeni ukaz. Ena izmed vrst menija je menijska vrstica (menu bar), ki se razteza preko vrha zaslona in v eni vrstici prikazuje vrhnje možnosti (izbire). Izbira ene izmed teh možnosti prikaže spustni meni (pull-down menu). Tovrstne menije uporabljajo programi, kot je Microsoft Word.
V grafičnem uporabniškem vmesniku se programi in datoteke pojavljajo kot ikone, uporabniške možnosti uporabnik izbira iz spustnih menijev, podatki pa se prikazujejo v oknih (pravokotnih območjih), s katerimi lahko uporabnik izvaja razne operacije. Uporabnik za izbiro ukazov uporablja kazalno pripravo, ki je običajno miška. Grafični uporabniški vmesniki so danes na voljo za več vrst računalnikov - najbolj znan pa je verjetno Microsoft Windows, operacijski sistem za mikroračunalnike, združljive z IBM PC-ji.